# Paolo Pandolfo
Paolo Pandolfo (...) è un gambista e compositore italiano.
Iniziò i suoi studi musicali con il contrabbasso e la chitarra, diventando un abile esecutore di musica jazz e musica di massa . Nella seconda parte degli anni settanta studiò viola da gamba al Conservatorio Santa Cecilia.  Nel 1979 partecipò alla fondazione dell'ensemble Stravaganza di musica antica, mentre nel 1981 si trasferì a Basilea, in Svizzera dove studiò presso Jordi Savall alla Schola Cantorum Basiliensis. Dal 1982 al 1990 Pandolfo fece parte dei gruppi di musica antica di Jordi Savall Hespèrion XX e Hespèrion XXI.
Dal 1989 Pandolfo lavora come professore di viola da gamba alla Schola Cantorum Basiliensis - una cattedra precedentemente presieduta da August Wenzinger e Jordi Savall. Dirige dal 1992 l'ensemble Labyrinto, con cui anche suona.
Negli anni ottanta Pandolfo incise dischi principalmente con le ensemble di Jordi Savall. La sua prima registrazione come solista fu nel 1990 col CD C. P. E. Bach: Sonatas for Viola da Gamba (Tactus). Ha successivamente registrato una trascrizione delle suite per violoncello solo di Johann Sebastian Bach. Pandolfo è fra gli studiosi che ritengono che queste suites, benché scritte per il violoncello, furono concepite nello stile polifonico proprio della viola da gamba e, aggiungendo il fatto che le suites erano un genere comune nella musica per viola da gamba del periodo, pensa che suonare queste suites bachiane sia un modo di reclamare questa tradizione per la viola da gamba.
Pandolfo ha detto che il patrimonio costituito dalla musica antica può essere una grande fonte d'ispirazione per il futuro della musica classica. Pandolfo ritiene che connettere passato e futuro sia una parte importante del suo lavoro.

## Discografia
- C. P. E. Bach: Sonatas for Viola da Gamba (Tactus)
- Forqueray - Pièces de viole avec la basse continuë (integrale, Glossa; 2 CDs)
- J. S. Bach - Sonatas for Viola da Gamba and harpsichord (Harmonia Mundi)
- Marin Marais - Le Labyrinth et autres Histoires (Glossa)
- Marin Marais - Le Grand Ballet (Glossa)
- J. S. Bach - The Six Suites (Glossa)
- Tobias Hume - Spirit of Gambo (Glossa - Labyrinto, Emma Kirkby)
- Le Sieur de St. Colombe - Pieces de Viole (Glossa)
- A Solo - P. Pandolfo, T. Hume, Corkins, DeMachy, M. Marais, J. S. Bach, C. F. Abel - solo Recital di autori vari (Glossa)
- Io Canterei d'Amor - O. diLasso, T. Crequillon, Arcadelt, D. Ortiz, R. Rogniono, A. Gabrieli (Labirinto V. Ruffo - Harmonia Mundi)
- Travel Notes - New music for the Viola da Gamba composed by Paolo Pandolfo (Glossa)
- Improvisando - (Glossa)
- Heinrich Isaac, La Spagna - Includes D. Ortiz - Variations on La Spagna played by P. Pandolfo (Bongiovanni)
- Canzon del Principe (includes Oratio Bassani's Viola Bastarda solos - solos by Oratio Bassani played by P. Pandolfo (Divox Antiqua)
- C.F.Abel" the Drexel Manuscript2 (Glossa)
- J.S.Bach" Sonatas and Arias" with Markus Hunninger, H.V.d.Kamp, M.Chance (Glossa)
- Mr.De Machy "Pièces de Viole", Dance Suites for solo viol

Paolo Pandolfo ha contribuito in altre registrazioni collaborando principalmente con Jordi Savall e le ensemble Hespèrion XX e Hespèrion XXI.